# Волынцево (Сумская область)
Волынцево (укр. Волинцеве) — село,
Юрьевский сельский совет,
Путивльский район,
Сумская область,
Украина.
Код КОАТУУ — 5923888202. Население по переписи 2001 года составляло 308 человек.

## Географическое положение
Село Волынцево находится на правом берегу реки Сейм на одной из её стариц — Горн, выше по течению на расстоянии в 3 км расположено село Ивановка,
ниже по течению на расстоянии в 2,5 км расположено село Козловка, на противоположном берегу — село Пески (Бурынский район).
Река в этом месте извилистая, образует лиманы, старицы и заболоченные озёра. Вокруг села много ирригационных каналов.

## История
Поблизости села Волынцево обнаружены остатки поселений времени неолита, бронзы, скифских времен, раннеславянское первых веков н. э., северян (VIII—X вв.), древнерусское (IX—XIII вв.).
Путивльский край очень богат на археологические памятники. В 1872 году известный историк Д. Я. Самоквасов начал здесь научные археологические раскопки, исследовав 19 курганов.

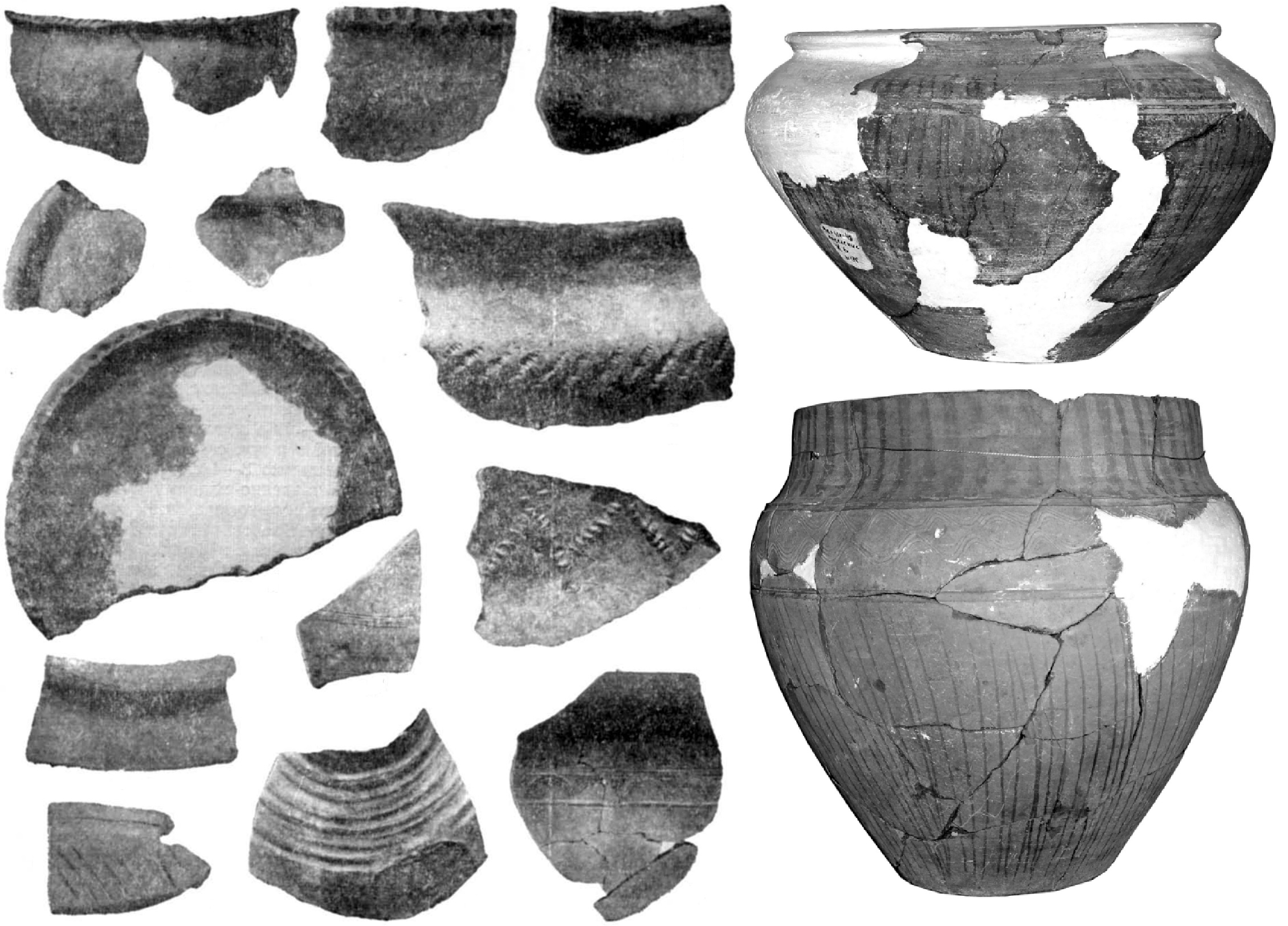
Посуда из раскопок у Волынцева

В документах XVII века сохранились упоминания «села Волынцова, что была деревня Дороголева». Переправа через Сейм в Дороголиве фигурировала ещё в станичной росписи 1571 года. В 1594 году впервые упоминается Дороголевская волость, входившая в состав Путивльского уезда. В 1630-х годах Волынцево получило статус села в связи со строительством церкви.

## Волынцевская культура
Д. Т. Березовец после раскопок в 1948—1950 годах своеобразных поселений и могильников в урочище Стан выделил новую археологическую культуру и назвал её волынцевской.

## Объекты социальной сферы
- Детский сад.
- Школа.